# Bythocypris affinis
Bythocypris affinis är en kräftdjursart som först beskrevs av Brady 1886.  Bythocypris affinis ingår i släktet Bythocypris och familjen Bairdiidae. Inga underarter finns listade.